# Skuldkvotstak
Skuldkvotstak är ett svenskt nyord (invalt i Språkrådets nyordslista 2015) som syftar till en gräns för hur mycket pengar en person får låna utifrån sin inkomst. I november 2015 presenterade Finansinspektionens generaldirektör Erik Thedéen ett förslag om att införa ett skuldkvotstak på 600 procent av ett hushålls disponibla årsinkomst. Kritiker till förslaget framhäver att det skulle missgynna de som står utanför bostadsmarknaden, som tänker köpa sitt första boende. Även chefen för Riksbanken stöttade förslaget, men båda parterna ansåg att förslaget behövde utredas vidare. Idén mottog stark kritik bland annat från Villaägarnas riksförbund.